# Éditions Humeurs
Les éditions Humeurs sont une structure indépendante d'édition de bande dessinée[Depuis quand ?] dirigées par le dessinateur Sylvain Gérand.
Elles ont notamment publié le fanzine L'horreur est humaine. Humeurs a fait se côtoyer dans ses publications le travail d'artistes reconnus (Edmond Baudoin, Joann Sfar, Yves Got, etc.) avec celui d'auteurs plus confidentiels (Väha-Aho, Kikuchi...). En 2003 sort Douceurs infernales[réf. nécessaire], un album de Max. Depuis, les éditions Humeurs ont augmenté la diffusion de leurs ouvrages, publiés avec régularité.

## Catalogue
- Douceurs infernales[réf. nécessaire], par Max, 2003
- Auto-psy, par Laurent Lolmède, 2004
- Le Bar, par Olivier Texier, 2004
- Appétit, par Willem, 2004
- The Imp - Chris Ware, the smartest cartoonist on earth, par Daniel Raeburn, 2005
- L'amateur par Yves Got (2 tomes), 2005
- Desseins malpropres ESDS n°79, par Bruno Richard et Pascal Doury, 2005
- Grotesk, par Olivier Texier, 2006
- Mademoiselle Takada, par Hironori kikuichi, 2006
- Rémy Cattelain est formidable, par Rémy Cattelain, 2006
- Poupées de papier, par Medi Holtrop, 2006
- L'Horreur est humaine, volume 2 n°1, Collectif, 2008
- Les Petits malheurs de Totote, par Vuillemin et le Professeur Choron, 2008
- Comic book holocaust, par Johnny Ryan, 2009